# Premi San Martiño de normalització lingüística
El Premi San Martiño de normalització lingüística (en gallec Premio San Martiño de normalización lingüística) són uns premis convocats anualment per l’Associació Cultural O Brado da Estrada per premiar persones i grups que destaquen per la seva tasca de promoció de la llengua gallega. Fou convocada per primer cop el 1991 sota l'impuls de José López Vilariño i David Otero, dirigents d'O Brado.

## Categories
Els guardons tenen tres categories: 
- A Estrada i Comarca de Tabeirós-Terra de Montes
- Galícia enteira
- Toda unha vida

## Guardonats
- 1991: Xoaquín Fernández Leiceaga, Daniel García Ramos
- 1992: Carlos Mella, Ramón Castromil
- 1993: Chano Piñeiro, Victorino Gutiérrez Aller
- 1994: Antonio Rodríguez Fraiz, Área Central-Supermercados, Manuel Reimóndez Portela
- 1995: Manuel Cabada Castro, Adegas As Eiras, Xosé Neira Vilas
- 1996: Bamarti, Mago Antón, Antón Fraguas
- 1997: Pepe Carballude, Mini e Mero, Avelino Pousa Antelo
- 1998: Xavier Comesaña, A Mesa pola Normalización Lingüística, Isaac Díaz Pardo
- 1999: Panadería A Fogaza, Radio Estrada, Editorial Galaxia, Francisco Fernández del Riego
- 2000: Irmáns Picaño, Ana Romaní, Xesús Alonso Montero
- 2001: Recreo Cultural, Roberto Vidal Bolaño, Virxilio Viéitez
- 2002: Calzados A Esquina, Asociación Rapa das Bestas, Antón Santamarina, Valentín Arias[3]
- 2003: Callobre C.F., Grupo Coesco, Xesús Ferro Couselo, Fernando Quintela
- 2004: Sporting Estrada, Edicións Fervenza, San Luís, Manuel Caamaño Suárez
- 2005: Panadería Cervela, Galería Sargadelos, Libraría Couceiro, Bernardino Graña, Manuel María (a títol pòstum)
- 2006: Vidromoss, Preescolar na Casa, Francisco Pillado Maior, Xosé Manuel Beiras Torrado
- 2007: Os Tirinautas, Xosé Lueiro Lemos, Galicia Hoxe
- 2008: Xosé Manuel Porto Iglesias, Xosé González Martínez
- 2009: A fervenza de Ouzande, Carlos Varela García, Xosé Luís Franco Grande
- 2010: Olimpio Arca Caldas, Monte Cabalar SCGR
- 2011: Fillos e Amigos da Estrada, Cantigas e Agarimos, Carlos Amable Baliñas
- 2012: Ramón Campos Suárez, Treixadura, Francisco Novoa Rodríguez
- 2013: Carlos Loureiro Rodríguez, Asociación Punto Gal, Francisco Novoa Rodríguez
- 2014: A Xesteira de Couso, Luís Davila Malvido, Andrés Torres Queiruga
- 2015: Irmandinhos A Estrada, Feiraco, José Antonio Gómez Segade
- 2016: Salvador García-Bodaño, Jesús Mayo, Viravolta Títeres
- 2017: Asociación Codeseda Viva (A Estrada e comarca de Tabeirós-Terra de Montes), Carme Pérez Vaquero (Galicia enteira) i Mario Franco Rodríguez (Toda unha vida).[4]
- 2018: Manuel Pereira (Tabeirós-Montes), Uxía Senlle (Galicia) i Xosé María Lema (Toda unha vida).[5]
- 2019ː Asociación Cultural Tamparrantán (Estrada e Comarca de Terra de Montes), Ana Peleteiro Brión (Galicia enteira) i Museo do Pobo Galego (toda unha vida).[6]
- 2020ː Asociación Cultural Vagalumes (A Estrada e Comarca de Terra de Montes) i A Banda da Loba (Galicia enteira).[7]